# تایسون گی
تایسون گِی (به انگلیسی: Tyson Gay) متولد ۱۹ اوت ۱۹۸۲، دوندهٔ دو سرعت آمریکایی است.
تخصص او در دوهای ۱۰۰ متر و ۲۰۰ متر است. او رکورددار دو ۱۰۰ متر ایالات متحدهٔ آمریکا با ۹٫۶۹ ثانیه و سومین دوندهٔ سریع ۲۰۰ متر تاریخ با ۱۹٫۵۸ ثانیه است. وی در سال ۲۰۰۷ بهترین دوندهٔ دنیا به انتخاب اتحادیه بین‌المللی فدراسیون‌های دو و میدانی شد.
او توانست در لیگ جهانی دو و میدانی که در شهر لندن برگزار می‌شد، ضمن کسب مدال طلا، بهترین رکورد سال ۲۰۱۰ را با ۹٫۷۸ ثانیه به نام خود ثبت کند.
دوپینگ تایسون گای در مسابقات دوی ۴x ۱۰۰متر المپیک ۲۰۱۲ منجر شد مدال نقره تیمی آمریکا به تیم سوم یعنی ترینیداد و توباگو برسد و فرانسه تیم سوم شود.